# Lothar Lingner
Lothar Lingner (* 25. April 1942 in Schönebeck (Elbe)) ist ein ehemaliger deutscher Radrennfahrer und mehrfacher DDR-Meister im Radsport.

## Leben und Laufbahn
Der gelernte Dreher mit Spitznamen „Ling“ begann 1959 bei der BSG Lokomotive Magdeburg mit dem Radsport. Sein dortiger Trainer war Erwin Krieg. In der Jugend konnte er bereits einige Erfolge erzielen, besonders lagen ihm Querfeldeinrennen (heutige Bezeichnung Cyclocross). Im Oktober 1960 wurde er Mitglied in der ASG / ASV Vorwärts Leipzig, einem der Leistungszentren im DDR-Radsport.
Im Straßeneinzelrennen gelang Lingner sein erster Sieg bei der Harzrundfahrt 1964.
Danach feierte er mit dem Gewinn zweier nationaler Titel im 100-Kilometer-Mannschaftszeitfahren 1965 (mit Günter Hoffmann, Lothar Höhne und Klaus Kellermann) sowie 1967 (mit Dieter Gonschorek, Günter Hoffmann und Ulrich Richter) zwei seiner größten Erfolge. Ein zweiter Platz 1964 und ein dritter Platz 1966 komplettierten in dieser Disziplin seine Medaillensammlung.
Seine beste Platzierung bei der DDR-Rundfahrt war der dritte Platz 1966. International startete er bei Rennen in Polen, Bulgarien, Dänemark, Rumänien und der damaligen Sowjetunion. In der Rumänien-Rundfahrt 1965 holte er einen Etappensieg.
1967 stand er im Kandidatenkreis für die Internationale Friedensfahrt, konnte sich jedoch nicht für die Mannschaft qualifizieren. Ende 1967 schied er aus dem Sportclub ASK aus und schloss sich wieder der BSG Lokomotive an. 1972 beendete er seine aktive Laufbahn.